# Casa Salleres
Casa Salleres és un habitatge del municipi de Figueres (Alt Empordà) inclòs en l'Inventari del Patrimoni Arquitectònic de Catalunya.

## Descripció
Edifici emplaçat al nord de la Rambla, de planta baixa i dos pisos. A la planta baixa hi ha quatre portals en arc escarser amb la imposta decorada amb relleus florals i el mur en encoixinat rústic. Al primer pis, la planta noble, presenta una rica balconada seguida, les finestres de la qual allindanades i decorades amb ornamentació floral, interrompuda al centre per una tribuna vidriada, sostinguda per mènsules. En el segon pis també hi ha balconada correguda a la part central, i dos balcons laterals. Tota la façana està recoberta per un encoixinat més suau que el de la planta baixa, i queda culminada per una franja estucada floral, i pinacles de pedra i ceràmica a nivell de la terrassa que cobreix tot l'edifici. Cal destacar els remats decoratius fets amb trencadís i els elements ornamentals de la balconada.

## Història
Inicialment aquesta casa no donava a la rambla doncs restava darrere de l'illa formada pel carrer Palau posteriorment enderrocada.